# Gongora

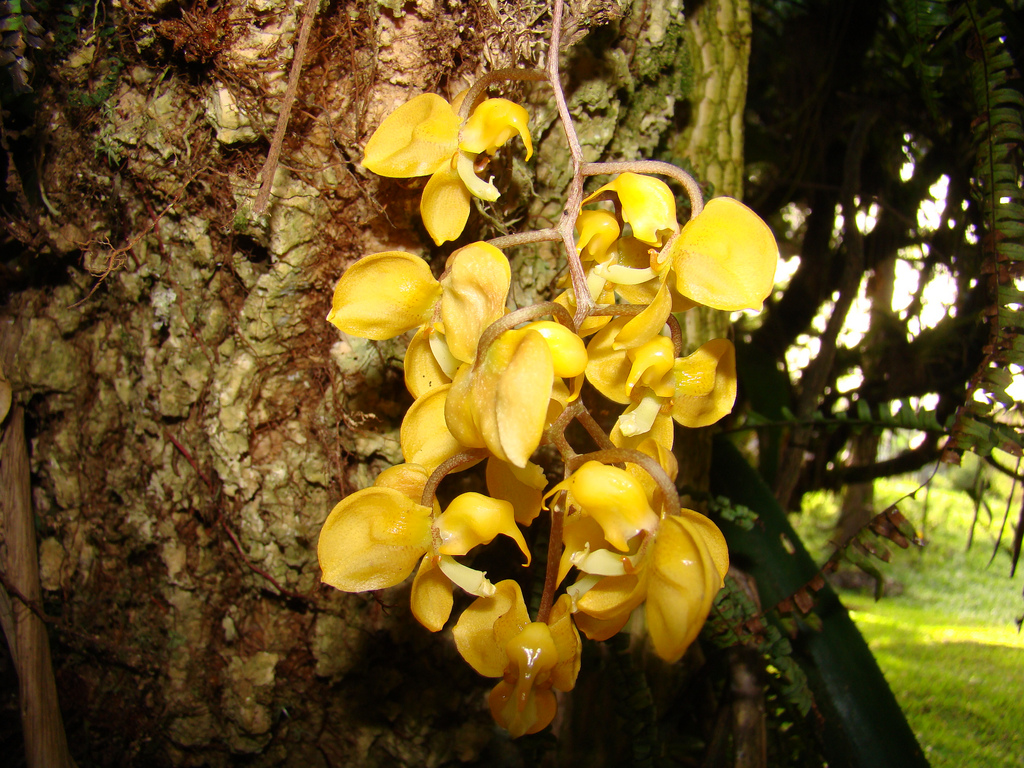

Gongora – rodzaj roślin z rodziny storczykowatych (Orchidaceae). Wszystkie gatunki są epifitami i występują w wilgotnych i wiecznie zielonych lasach tropikalnych. Rośliny występują głównie w dolnych partiach drzew, rosnąc w cieniu, niektóre występują także na stanowiskach nasłonecznionych. Często rosną w pobliżu mrowisk, ale nie jest to regułą jak w przypadku rodzaju Coryanthes. Często „uprawiane” są przez mrówki, odżywiające ich korzenie, jednak nie wytwarzają miodników pozakwiatowych.
Rośliny występują na terenie Meksyku, Brazylii, Trynidadu i Tobago, Belize, Kostaryki, Salwadoru, Gwatemali, Hondurasu, Nikaragui, Panamy, Gujany Francuskiej, Gujany, Surinamu, Wenezueli, Peru, Kolumbii, Ekwadoru i Boliwii.

## Morfologia
Pseudobulwa owalna, dwulistna (oprócz Gongora sanderiana) z widocznymi poprzecznymi żyłkami. Liście składane, eliptyczno-lancetowate. Kwiatostan boczny, zwisający (oprócz Gongora  erecta). Warżka mięsista, dwu- lub trójdzielna. Pyłkowiny maczugowate.

## Systematyka
Rodzaj sklasyfikowany do podlemienia Stanhopeinae w plemieniu Cymbidieae z podrodziny epidendronowych (Epidendroideae) w rodzinie storczykowatych (Orchidaceae), rząd szparagowce (Asparagales) w obrębie roślin jednoliściennych.
Wykaz gatunków
- Gongora aceras Dressler
- Gongora alfieana R.Rice
- Gongora amparoana Schltr.
- Gongora arcuata G.Gerlach & Toulem.
- Gongora armeniaca (Lindl.) Rchb.f.
- Gongora aromatica Rchb.f.
- Gongora atropurpurea Hook.
- Gongora batemanni (Lindl.) Henshall ex Mabb. & Jenny
- Gongora bayeri Jenny
- Gongora boracayanensis Jenny, Dalström & W.E.Higgins
- Gongora bufonia Lindl.
- Gongora catalanoi Sambin & Aucourd
- Gongora catilligera R.Rice
- Gongora charontis Rchb.f.
- Gongora chocoensis Jenny
- Gongora claviodora Dressler
- Gongora cruciformis Whitten & D.E.Benn.
- Gongora cymbiformis Lindl.
- Gongora erecta Whitten & D.E.Benn.
- Gongora escobariana Whitten
- Gongora fulva Lindl.
- Gongora galeata (Lindl. ex Bosse) Rchb.f.
- Gongora galeottiana A.Rich.
- Gongora gibba Dressler
- Gongora glicensteiniana Jenny
- Gongora gratulabunda Rchb.f.
- Gongora grossa Rchb.f.
- Gongora hirtzii Dodson & N.H.Williams
- Gongora histrionica Rchb.f.
- Gongora hookeri (Klotzsch & H.Karst.) R.Rice
- Gongora horichiana Fowlie
- Gongora ileneana G.Gerlach & Heider
- Gongora ilensis Whitten & Jenny
- Gongora ionodesme G.Gerlach
- Gongora irmgardiae Jenny
- Gongora jauariensis Campacci & J.B.F.Silva
- Gongora javieri Archila
- Gongora jennyi Sambin & Aucourd
- Gongora juruaensis Campacci & J.B.F.Silva
- Gongora lagunae G.Gerlach
- Gongora latibasis (C.Schweinf. & P.H.Allen) Jenny
- Gongora latisepala Rolfe
- Gongora leucochila Lem.
- Gongora lilianeae Sambin & Doekoe
- Gongora longiracemosa G.Gerlach & J.B.F.Silva
- Gongora maculata Lindl.
- Gongora meneziana V.P.Castro & G.Gerlach
- Gongora minax Rchb.f.
- Gongora nigrita Lindl.
- Gongora odoratissima Lem.
- Gongora oscarrodrigoi Archila, Szlach. & Chiron
- Gongora pardina Jenny
- Gongora passiflorolens R.Rice
- Gongora pleiochroma Rchb.f.
- Gongora portentosa Linden & Rchb.f.
- Gongora powellii Schltr.
- Gongora quinquenervis Ruiz & Pav.
- Gongora retrorsa Rchb.f.
- Gongora rubescens R.Rice
- Gongora rufescens Jenny
- Gongora rutkowskiana (Archila, Szlach. & Chiron) J.M.H.Shaw
- Gongora saccata Rchb.f.
- Gongora sanderiana Kraenzl.
- Gongora scaphephorus Rchb.f. & Warsz.
- Gongora seideliana Rchb.f.
- Gongora sphaerica Jenny
- Gongora superflua Rchb.f.
- Gongora tracyana Rolfe
- Gongora tridentata Whitten
- Gongora truncata Lindl.
- Gongora unicolor Schltr.
- Gongora vitorinoana Chiron & L.C.Menezes